# Kungariket Luba
Kungariket Luba var en historisk stat som låg i södra delen av nuvarande Kongo-Kinshasa mellan 1585 och 1889. Det var tidvis ett vasallrike under Kungariket Kongo. Det inkorporerades i Kongostaten 1889.